# Vervaet

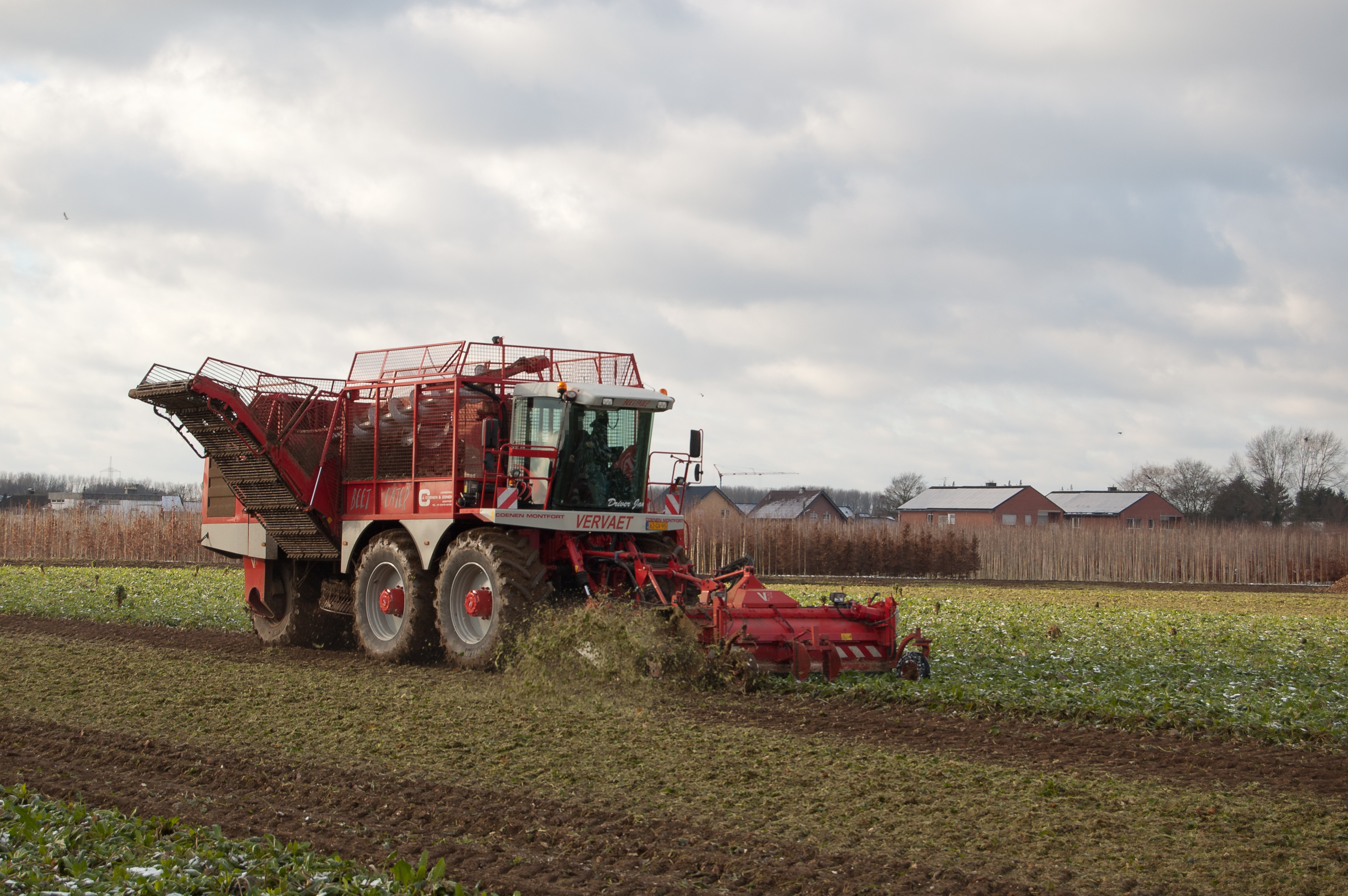
Vervaet Beet Eater 625 im Einsatz bei widrigen Erntebedingungen Mitte Dezember 2010

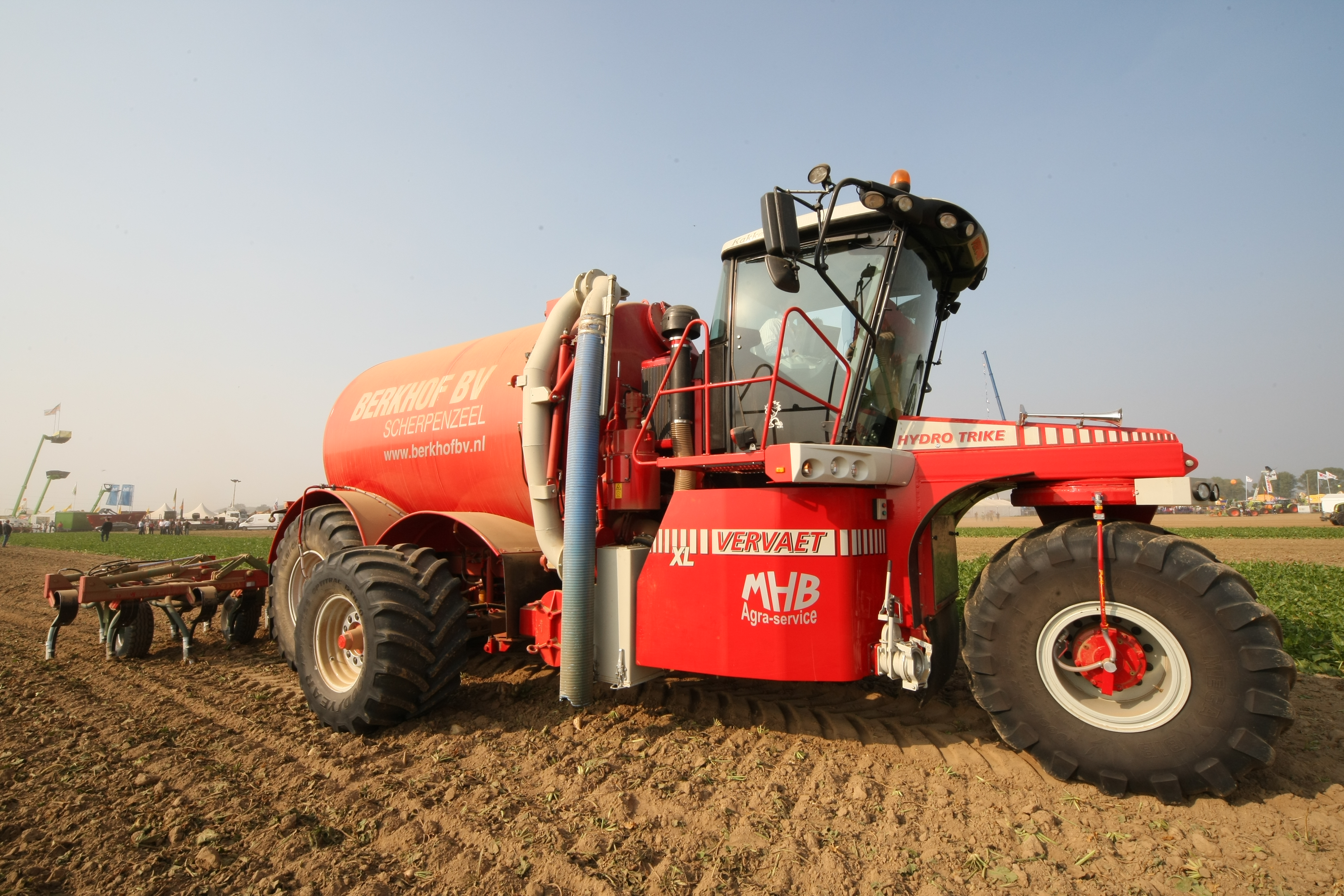
Vervaet Hydro Trike, ausgerüstet zur Gülleausbringung

Vervaet ist ein Landmaschinenhersteller mit Sitz im niederländischen Terneuzen, Ortsteil Biervliet.

## Geschichte
Frans und Richard Vervaet gründeten 1957 ein Unternehmen zur Reparatur von Maschinen aller Art. In 1974 wurde der – nach ihren Angaben – erste einphasige Zuckerrübenroder mit Bunker gebaut. 1987 wurde die Firma zwischen Frans und Richard Vervaet aufgeteilt, Frans Vervaet führte am Standort Biervliet seinen Anteil mit einer John-Deere-Vertretung, einer Mazda-Auto-Vertretung sowie der Produktion von Rübenrodern fort.
Anfang der 1990er Jahre entwickelte man das Vervaet Hydro Trike, ein dreirädriges Systemfahrzeug. Es wurde zur Minderung der Bodenverdichtung durch eine Verteilung der Fahrzeugmasse auf eine möglichst große Bodenfläche als Dreirad konstruiert und sollte vor allem der Ausbringung von Gülle dienen. Eine neue Fabrik errichtete man 1992 am Ortsrand von Biervliet, diese wurde in den Jahren 1996 und 2000 auf nunmehr 10.000 m² Produktionsfläche erweitert. Ebenfalls im Jahr 2000 wurde ein neues Gebäude für die John-Deere-Vertretung errichtet.

## Produkte
Im Herbst 2010 schnitt bei der Beet Europe in Lelystad der neunreihige Vervaet Beet Eater 625 mit den geringsten Rodeverlusten als bester Roder ab. Der Beet Eater 617 wurde knapp zweiter vor dem Grimme Maxtron 620.
Anfang 2021 veröffentlichte Vervaet das neue Vervaet Quad 550. Mit dieser Baureihe kann Vervaet nun 3,4 und 5 Räder anbieten. 
Rebuild
Vervaet bietet dem Kunden nicht nur Neufahrzeuge an, sondern auch generalüberholte Fahrzeuge.
| Jahr | Neuerscheinungen Gülletechnik            | PS  | m³       |
| ---- | ---------------------------------------- | --- | -------- |
| 2021 | Vervaet Quad 550                         | 550 | 21       |
| 2019 | Vervaet Hydrotrike 5x5                   | 530 | 16/19,5  |
| 2015 | Vervaet Hydro Trike 3x3 & 5x3 new Design | 510 | 16/19,5  |
| 2010 | Vervaet Hydro Trike 5x3                  | 465 | 14/16/19 |
| 2005 | Vervaet Hydro Trike                      | 410 | 14       |
| 2001 | Vervaet Hydro Trike                      | 380 | 14       |
| 1995 | Vervaet Hydro Trike                      | 320 | 12       |
| 1989 | Vervaet Hydro Trike                      | 280 | 11       |